# Вязовская волость
Вязовская волость — административно-территориальная единица 3-го уровня и муниципальное образование со статусом сельского поселения в Новосокольническом районе Псковской области России.
Административный центр — деревня Вяз.

## География
Территория волости граничит на юго-востоке с Маевской и Насвинской волостями Новосокольнического района, на юге и юго-западе — с Пустошкинским районом, на северо-западе — с Бежаницким районом, на северо-востоке — с Локнянским районом Псковской области.
На территории волости расположены озёра: Большой Вяз (2,7 км², глубиной до 8,7 м), Вейно (2,1 км², глубиной до 12,6 м), Ходшо или Хотчо или Баландино (1,1 км², глубиной до 8,5 м), Девичье (1,0 км², глубиной до 4 м), Малый Вяз (0,8 км², глубиной до 9,6 м), Верхнее или Верхнее Остриё или Верхний Остров (0,5 км², глубиной до 11 м) и др. В 4 км к северу от озера Большой Вяз находится исток реки Великая.

## Население
| 2002 | 2010 | 2012 | 2013 | 2014 | 2015 | 2016 |
| ---- | ---- | ---- | ---- | ---- | ---- | ---- |
| 979  | ↘633 | ↘602 | ↘565 | ↘539 | ↘518 | →518 |
| 2017 | 2018 | 2019 | 2020 | 2021 |      |      |
| ↘508 | ↘488 | ↘468 | ↘445 | ↗464 |      |      |

## Населённые пункты
В состав волости входят 39 населённых пунктов (деревень):					
| №  | Населённый пункт | Тип     | Население |
| -- | ---------------- | ------- | --------- |
| 1  | Баландино        | деревня | ↘20       |
| 2  | Волково          | деревня | ↘2        |
| 3  | Вяз              | деревня | ↘208      |
| 4  | Глядково         | деревня | ↘3        |
| 5  | Грихново         | деревня | ↘33       |
| 6  | Гришаново        | деревня | →0        |
| 7  | Девичье          | деревня | ↘18       |
| 8  | Деменец          | деревня | ↘0        |
| 9  | Дровенево        | деревня | ↘0        |
| 10 | Кавезино         | деревня | ↘0        |
| 11 | Колкиши          | деревня | ↘1        |
| 12 | Колорёво         | деревня | ↘0        |
| 13 | Курово           | деревня | →0        |
| 14 | Ламикшино        | деревня | ↘3        |
| 15 | Мелехово         | деревня | ↘7        |
| 16 | Мечиханово       | деревня | →0        |
| 17 | Монино           | деревня | ↘90       |
| 18 | Мошково          | деревня | ↘17       |
| 19 | Мурашкино        | деревня | ↘5        |
| 20 | Остров           | деревня | →9        |
| 21 | Паслово          | деревня | ↘0        |
| 22 | Пасынково        | деревня | →0        |
| 23 | Пестово          | деревня | ↘1        |
| 24 | Подчерняево      | деревня | ↘13       |
| 25 | Ревякино         | деревня | ↘0        |
| 26 | Садиба           | деревня | ↗23       |
| 27 | Сенютино         | деревня | ↘6        |
| 28 | Сиханово         | деревня | →0        |
| 29 | Скороходы        | деревня | ↘8        |
| 30 | Строкино         | деревня | ↗3        |
| 31 | Струги           | деревня | ↘75       |
| 32 | Токари           | деревня | ↘0        |
| 33 | Толкачево        | деревня | ↘50       |
| 34 | Фекино           | деревня | ↘0        |
| 35 | Харино-Бор       | деревня | ↘0        |
| 36 | Ходушино         | деревня | ↘0        |
| 37 | Чернецово        | деревня | ↘1        |
| 38 | Чертеж           | деревня | ↘30       |
| 39 | Шерстиново       | деревня | ↘5        |

## История
Постановлением Псковского областного Собрания депутатов от 26 января 1995 года все сельсоветы в Псковской области были переименованы в волости, в том числе Вязовский сельсовет был превращён в Вязовскую волость.
Законом Псковской области от 28 февраля 2005 года в границах волости было также создано муниципальное образование Вязовская волость со статусом сельского поселения с 1 января 2006 года в составе муниципального образования Новосокольнический район со статусом муниципального района.